# Nunca te olvidaré
Nunca te olvidaré è un brano musicale scritto ed interpretato dal cantante spagnolo Enrique Iglesias, pubblicato come secondo singolo estratto dall'album Cosas del amor del 1998.
Il brano è stato utilizzato come sigla della telenovela Nunca te olvidaré.
Il video musicale prodotto per Nunca te olvidaré è stato diretto da Guillermo del Bosque.

## Classifiche
| Classifica (1998)                             | Posizione più alta |
| --------------------------------------------- | ------------------ |
| U.S. Billboard Hot Latin Tracks               | 1                  |
| U.S. Billboard Latin Pop Airplay              | 1                  |
| U.S. Billboard Latin Regional Mexican Airplay | 16                 |
| U.S. Billboard Latin Tropical/Salsa Airplay   | 7                  |